# チャールズ・ボイル (第2代バーリントン伯爵)
第2代バーリントン伯爵および第3代コーク伯爵チャールズ・ボイル（Charles Boyle, 3rd Earl of Cork and 2nd Earl of Burlington, 4th Baron Clifford, PC、1660年10月30日 - 1704年2月9日）は、アイルランド貴族、イングランド貴族、政治家である。

## 生い立ち
チャールズ・ボイルは、第3代ダンガーヴァン子爵チャールズ・ボイルとその最初の妻ジェーンの間の長子として生まれた。

## 経歴
1690年、チャールズはアップルビー選挙区 (英語版) 選出のイングランド庶民院議員となり、翌年コーク県知事となった。1694年、チャールズは父のダンガーヴァン子爵位、クリフォード男爵位、クリフォード・オブ・レーンズボロー男爵位を承継し、議員の職を辞した。翌1695年、アイルランド枢密顧問官とアイルランド大蔵卿  に任命された。1698年には彼の祖父の爵位、バーリントン伯爵位とコーク伯爵位を承継し、ロード・オブ・ベッドチャンバー（Lord of the Bedchamber）(英語版) に任じられた。1699年、ウェスト・ライディング・オブ・ヨークシャー統監 (Lord Lieutenant of the West Riding of Yorkshire) に任命され、1702年、イングランド枢密顧問官となった。
1704年死没。チャールズの爵位は長子リチャードに承継された  :176  。

## 家族
1688年1月26日、チャールズはエリー・ハウスでジュリアナ・ノエル（1672年 – 1750年）と結婚した。ジュリアナは、第3代キャンプデン子爵バプティスト・ノエル (英語版) とその3番目の妻との次男ヘンリー・ノエルの唯一の娘だった。2人は5人の子を残した 。
- エリザベス（1690年 - 1755年） - 第3代準男爵ヘンリー・ベディングフェルドと結婚した。
- リチャード（1693年 - 1754年） - 後に第4代コーク伯爵、第3代バーリントン伯爵を承継した。
- ジュリアンナ（1697年頃 - 1739年） - 第3代アイルズベリー伯爵チャールズ・ブルースと結婚した。
- ジェーン（1699年 - 1780年） - 未婚のまま亡くなった。
- ヘンリエッタ（1701年 - 1746年） - 1726年に遠縁[注 2]の初代シャノン伯爵ヘンリー・ボイルと結婚した。

## 系譜図
|  |  |  |  |  |  |  |  |                                                                                              |                                                                                              |                                                                                              |                                                                                              |                                                                                              |                                                                                              |  |  | リチャード・ボイル 初代コーク伯爵 初代ダンガーヴァン子爵 (1566-1643) |                                                 |                                                 |                                                 |                                                 |                                                 |  |  |                                                    |                                                    |                                                    |                                                    |                                                    |                                                    |                                                                                            |                                                                                            |                                                                                            |                                                                                            |                                                                                            |                                                                                            |                                                                                        |                                                                                        |                                                                                            |                                                                                            |                                                                                            |                                                                                            |                                                                                            |                                                                                            |                                      |                                      |                                      |                                      |  |  |  |  |  |  |  |  |  |  |  |  |  |  |  |  |
|  |  |  |  |  |  |  |  |                                                                                              |                                                                                              |                                                                                              |                                                                                              |                                                                                              |                                                                                              |  |  |                                                                      |                                                 |                                                 |                                                 |                                                 |                                                 |  |  |                                                    |                                                    |                                                    |                                                    |                                                    |                                                    |                                                                                            |                                                                                            |                                                                                            |                                                                                            |                                                                                            |                                                                                            |                                                                                        |                                                                                        |                                                                                            |                                                                                            |                                                                                            |                                                                                            |                                                                                            |                                                                                            |                                      |                                      |                                      |                                      |  |  |  |  |  |  |  |  |  |  |  |  |  |  |  |  |
|  |  |  |  |  |  |  |  |                                                                                              |                                                                                              |                                                                                              |                                                                                              |                                                                                              |                                                                                              |  |  |                                                                      |                                                 |                                                 |                                                 |                                                 |                                                 |  |  |                                                    |                                                    |                                                    |                                                    |                                                    |                                                    |                                                                                            |                                                                                            |                                                                                            |                                                                                            |                                                                                            |                                                                                            |                                                                                        |                                                                                        |                                                                                            |                                                                                            |                                                                                            |                                                                                            |                                                                                            |                                                                                            |                                      |                                      |                                      |                                      |  |  |  |  |  |  |  |  |  |  |  |  |  |  |  |  |
|  |  |  |  |  |  |  |  | リチャード・ボイル 初代バーリントン伯爵 第2代コーク伯爵 第2代ダンガーヴァン子爵 (1612-1698)  | リチャード・ボイル 初代バーリントン伯爵 第2代コーク伯爵 第2代ダンガーヴァン子爵 (1612-1698)  | リチャード・ボイル 初代バーリントン伯爵 第2代コーク伯爵 第2代ダンガーヴァン子爵 (1612-1698)  | リチャード・ボイル 初代バーリントン伯爵 第2代コーク伯爵 第2代ダンガーヴァン子爵 (1612-1698)  | リチャード・ボイル 初代バーリントン伯爵 第2代コーク伯爵 第2代ダンガーヴァン子爵 (1612-1698)  | リチャード・ボイル 初代バーリントン伯爵 第2代コーク伯爵 第2代ダンガーヴァン子爵 (1612-1698)  |  |  |                                                                      |                                                 |                                                 |                                                 |                                                 |                                                 |  |  | ロジャー・ボイル 初代オーラリー伯爵 (1621-1679)    | ロジャー・ボイル 初代オーラリー伯爵 (1621-1679)    | ロジャー・ボイル 初代オーラリー伯爵 (1621-1679)    | ロジャー・ボイル 初代オーラリー伯爵 (1621-1679)    | ロジャー・ボイル 初代オーラリー伯爵 (1621-1679)    | ロジャー・ボイル 初代オーラリー伯爵 (1621-1679)    |                                                                                            |                                                                                            |                                                                                            |                                                                                            |                                                                                            |                                                                                            |                                                                                        |                                                                                        |                                                                                            |                                                                                            |                                                                                            |                                                                                            |                                                                                            |                                                                                            |                                      |                                      |                                      |                                      |  |  |  |  |  |  |  |  |  |  |  |  |  |  |  |  |
|  |  |  |  |  |  |  |  | リチャード・ボイル 初代バーリントン伯爵 第2代コーク伯爵 第2代ダンガーヴァン子爵 (1612-1698)  | リチャード・ボイル 初代バーリントン伯爵 第2代コーク伯爵 第2代ダンガーヴァン子爵 (1612-1698)  | リチャード・ボイル 初代バーリントン伯爵 第2代コーク伯爵 第2代ダンガーヴァン子爵 (1612-1698)  | リチャード・ボイル 初代バーリントン伯爵 第2代コーク伯爵 第2代ダンガーヴァン子爵 (1612-1698)  | リチャード・ボイル 初代バーリントン伯爵 第2代コーク伯爵 第2代ダンガーヴァン子爵 (1612-1698)  | リチャード・ボイル 初代バーリントン伯爵 第2代コーク伯爵 第2代ダンガーヴァン子爵 (1612-1698)  |  |  |                                                                      |                                                 |                                                 |                                                 |                                                 |                                                 |  |  | ロジャー・ボイル 初代オーラリー伯爵 (1621-1679)    | ロジャー・ボイル 初代オーラリー伯爵 (1621-1679)    | ロジャー・ボイル 初代オーラリー伯爵 (1621-1679)    | ロジャー・ボイル 初代オーラリー伯爵 (1621-1679)    | ロジャー・ボイル 初代オーラリー伯爵 (1621-1679)    | ロジャー・ボイル 初代オーラリー伯爵 (1621-1679)    |                                                                                            |                                                                                            |                                                                                            |                                                                                            |                                                                                            |                                                                                            |                                                                                        |                                                                                        |                                                                                            |                                                                                            |                                                                                            |                                                                                            |                                                                                            |                                                                                            |                                      |                                      |                                      |                                      |  |  |  |  |  |  |  |  |  |  |  |  |  |  |  |  |
|  |  |  |  |  |  |  |  |                                                                                              |                                                                                              |                                                                                              |                                                                                              |                                                                                              |                                                                                              |  |  |                                                                      |                                                 |                                                 |                                                 |                                                 |                                                 |  |  |                                                    |                                                    |                                                    |                                                    |                                                    |                                                    |                                                                                            |                                                                                            |                                                                                            |                                                                                            |                                                                                            |                                                                                            |                                                                                        |                                                                                        |                                                                                            |                                                                                            |                                                                                            |                                                                                            |                                                                                            |                                                                                            |                                      |                                      |                                      |                                      |  |  |  |  |  |  |  |  |  |  |  |  |  |  |  |  |
|  |  |  |  |  |  |  |  | チャールズ・ボイル 第3代ダンガーヴァン子爵 (1639-1694)                                       | チャールズ・ボイル 第3代ダンガーヴァン子爵 (1639-1694)                                       | チャールズ・ボイル 第3代ダンガーヴァン子爵 (1639-1694)                                       | チャールズ・ボイル 第3代ダンガーヴァン子爵 (1639-1694)                                       | チャールズ・ボイル 第3代ダンガーヴァン子爵 (1639-1694)                                       | チャールズ・ボイル 第3代ダンガーヴァン子爵 (1639-1694)                                       |  |  | リチャード・ボイル (1640年代-1665)                                   | リチャード・ボイル (1640年代-1665)              | リチャード・ボイル (1640年代-1665)              | リチャード・ボイル (1640年代-1665)              | リチャード・ボイル (1640年代-1665)              | リチャード・ボイル (1640年代-1665)              |  |  | ロジャー・ボイル 第2代オーラリー伯爵 (1649-1682)   | ロジャー・ボイル 第2代オーラリー伯爵 (1649-1682)   | ロジャー・ボイル 第2代オーラリー伯爵 (1649-1682)   | ロジャー・ボイル 第2代オーラリー伯爵 (1649-1682)   | ロジャー・ボイル 第2代オーラリー伯爵 (1649-1682)   | ロジャー・ボイル 第2代オーラリー伯爵 (1649-1682)   |                                                                                            |                                                                                            |                                                                                            |                                                                                            |                                                                                            |                                                                                            |                                                                                        |                                                                                        |                                                                                            |                                                                                            |                                                                                            |                                                                                            |                                                                                            |                                                                                            |                                      |                                      |                                      |                                      |  |  |  |  |  |  |  |  |  |  |  |  |  |  |  |  |
|  |  |  |  |  |  |  |  | チャールズ・ボイル 第3代ダンガーヴァン子爵 (1639-1694)                                       | チャールズ・ボイル 第3代ダンガーヴァン子爵 (1639-1694)                                       | チャールズ・ボイル 第3代ダンガーヴァン子爵 (1639-1694)                                       | チャールズ・ボイル 第3代ダンガーヴァン子爵 (1639-1694)                                       | チャールズ・ボイル 第3代ダンガーヴァン子爵 (1639-1694)                                       | チャールズ・ボイル 第3代ダンガーヴァン子爵 (1639-1694)                                       |  |  | リチャード・ボイル (1640年代-1665)                                   | リチャード・ボイル (1640年代-1665)              | リチャード・ボイル (1640年代-1665)              | リチャード・ボイル (1640年代-1665)              | リチャード・ボイル (1640年代-1665)              | リチャード・ボイル (1640年代-1665)              |  |  | ロジャー・ボイル 第2代オーラリー伯爵 (1649-1682)   | ロジャー・ボイル 第2代オーラリー伯爵 (1649-1682)   | ロジャー・ボイル 第2代オーラリー伯爵 (1649-1682)   | ロジャー・ボイル 第2代オーラリー伯爵 (1649-1682)   | ロジャー・ボイル 第2代オーラリー伯爵 (1649-1682)   | ロジャー・ボイル 第2代オーラリー伯爵 (1649-1682)   |                                                                                            |                                                                                            |                                                                                            |                                                                                            |                                                                                            |                                                                                            |                                                                                        |                                                                                        |                                                                                            |                                                                                            |                                                                                            |                                                                                            |                                                                                            |                                                                                            |                                      |                                      |                                      |                                      |  |  |  |  |  |  |  |  |  |  |  |  |  |  |  |  |
|  |  |  |  |  |  |  |  |                                                                                              |                                                                                              |                                                                                              |                                                                                              |                                                                                              |                                                                                              |  |  |                                                                      |                                                 |                                                 |                                                 |                                                 |                                                 |  |  |                                                    |                                                    |                                                    |                                                    |                                                    |                                                    |                                                                                            |                                                                                            |                                                                                            |                                                                                            |                                                                                            |                                                                                            |                                                                                        |                                                                                        |                                                                                            |                                                                                            |                                                                                            |                                                                                            |                                                                                            |                                                                                            |                                      |                                      |                                      |                                      |  |  |  |  |  |  |  |  |  |  |  |  |  |  |  |  |
|  |  |  |  |  |  |  |  | チャールズ・ボイル 第2代バーリントン伯爵 第3代コーク伯爵 第4代ダンガーヴァン子爵 (1660-1704) | チャールズ・ボイル 第2代バーリントン伯爵 第3代コーク伯爵 第4代ダンガーヴァン子爵 (1660-1704) | チャールズ・ボイル 第2代バーリントン伯爵 第3代コーク伯爵 第4代ダンガーヴァン子爵 (1660-1704) | チャールズ・ボイル 第2代バーリントン伯爵 第3代コーク伯爵 第4代ダンガーヴァン子爵 (1660-1704) | チャールズ・ボイル 第2代バーリントン伯爵 第3代コーク伯爵 第4代ダンガーヴァン子爵 (1660-1704) | チャールズ・ボイル 第2代バーリントン伯爵 第3代コーク伯爵 第4代ダンガーヴァン子爵 (1660-1704) |  |  | ヘンリー・ボイル 初代カールトン男爵 (1669-1725)                      | ヘンリー・ボイル 初代カールトン男爵 (1669-1725) | ヘンリー・ボイル 初代カールトン男爵 (1669-1725) | ヘンリー・ボイル 初代カールトン男爵 (1669-1725) | ヘンリー・ボイル 初代カールトン男爵 (1669-1725) | ヘンリー・ボイル 初代カールトン男爵 (1669-1725) |  |  | ライオネル・ボイル 第3代オーラリー伯爵 (1671-1703) | ライオネル・ボイル 第3代オーラリー伯爵 (1671-1703) | ライオネル・ボイル 第3代オーラリー伯爵 (1671-1703) | ライオネル・ボイル 第3代オーラリー伯爵 (1671-1703) | ライオネル・ボイル 第3代オーラリー伯爵 (1671-1703) | ライオネル・ボイル 第3代オーラリー伯爵 (1671-1703) |                                                                                            |                                                                                            |                                                                                            |                                                                                            | チャールズ・ボイル 第4代オーラリー伯爵 (1674-1731)                                         | チャールズ・ボイル 第4代オーラリー伯爵 (1674-1731)                                         | チャールズ・ボイル 第4代オーラリー伯爵 (1674-1731)                                     | チャールズ・ボイル 第4代オーラリー伯爵 (1674-1731)                                     | チャールズ・ボイル 第4代オーラリー伯爵 (1674-1731)                                         | チャールズ・ボイル 第4代オーラリー伯爵 (1674-1731)                                         |                                                                                            |                                                                                            |                                                                                            |                                                                                            |                                      |                                      |                                      |                                      |  |  |  |  |  |  |  |  |  |  |  |  |  |  |  |  |
|  |  |  |  |  |  |  |  | チャールズ・ボイル 第2代バーリントン伯爵 第3代コーク伯爵 第4代ダンガーヴァン子爵 (1660-1704) | チャールズ・ボイル 第2代バーリントン伯爵 第3代コーク伯爵 第4代ダンガーヴァン子爵 (1660-1704) | チャールズ・ボイル 第2代バーリントン伯爵 第3代コーク伯爵 第4代ダンガーヴァン子爵 (1660-1704) | チャールズ・ボイル 第2代バーリントン伯爵 第3代コーク伯爵 第4代ダンガーヴァン子爵 (1660-1704) | チャールズ・ボイル 第2代バーリントン伯爵 第3代コーク伯爵 第4代ダンガーヴァン子爵 (1660-1704) | チャールズ・ボイル 第2代バーリントン伯爵 第3代コーク伯爵 第4代ダンガーヴァン子爵 (1660-1704) |  |  | ヘンリー・ボイル 初代カールトン男爵 (1669-1725)                      | ヘンリー・ボイル 初代カールトン男爵 (1669-1725) | ヘンリー・ボイル 初代カールトン男爵 (1669-1725) | ヘンリー・ボイル 初代カールトン男爵 (1669-1725) | ヘンリー・ボイル 初代カールトン男爵 (1669-1725) | ヘンリー・ボイル 初代カールトン男爵 (1669-1725) |  |  | ライオネル・ボイル 第3代オーラリー伯爵 (1671-1703) | ライオネル・ボイル 第3代オーラリー伯爵 (1671-1703) | ライオネル・ボイル 第3代オーラリー伯爵 (1671-1703) | ライオネル・ボイル 第3代オーラリー伯爵 (1671-1703) | ライオネル・ボイル 第3代オーラリー伯爵 (1671-1703) | ライオネル・ボイル 第3代オーラリー伯爵 (1671-1703) |                                                                                            |                                                                                            |                                                                                            |                                                                                            | チャールズ・ボイル 第4代オーラリー伯爵 (1674-1731)                                         | チャールズ・ボイル 第4代オーラリー伯爵 (1674-1731)                                         | チャールズ・ボイル 第4代オーラリー伯爵 (1674-1731)                                     | チャールズ・ボイル 第4代オーラリー伯爵 (1674-1731)                                     | チャールズ・ボイル 第4代オーラリー伯爵 (1674-1731)                                         | チャールズ・ボイル 第4代オーラリー伯爵 (1674-1731)                                         |                                                                                            |                                                                                            |                                                                                            |                                                                                            |                                      |                                      |                                      |                                      |  |  |  |  |  |  |  |  |  |  |  |  |  |  |  |  |
|  |  |  |  |  |  |  |  | リチャード・ボイル 第3代バーリントン伯爵 第4代コーク伯爵 第5代ダンガーヴァン子爵 (1694-1753) | リチャード・ボイル 第3代バーリントン伯爵 第4代コーク伯爵 第5代ダンガーヴァン子爵 (1694-1753) | リチャード・ボイル 第3代バーリントン伯爵 第4代コーク伯爵 第5代ダンガーヴァン子爵 (1694-1753) | リチャード・ボイル 第3代バーリントン伯爵 第4代コーク伯爵 第5代ダンガーヴァン子爵 (1694-1753) | リチャード・ボイル 第3代バーリントン伯爵 第4代コーク伯爵 第5代ダンガーヴァン子爵 (1694-1753) | リチャード・ボイル 第3代バーリントン伯爵 第4代コーク伯爵 第5代ダンガーヴァン子爵 (1694-1753) |  |  |                                                                      |                                                 |                                                 |                                                 |                                                 |                                                 |  |  |                                                    |                                                    | ヘンリエッタ・ハミルトン (-1732)                   | ヘンリエッタ・ハミルトン (-1732)                   | ヘンリエッタ・ハミルトン (-1732)                   | ヘンリエッタ・ハミルトン (-1732)                   | ヘンリエッタ・ハミルトン (-1732)                                                           | ヘンリエッタ・ハミルトン (-1732)                                                           |                                                                                            |                                                                                            | ジョン・ボイル 第5代コーク伯爵 第5代オーラリー伯爵 第6代ダンガーヴァン子爵 (1707-1762)     | ジョン・ボイル 第5代コーク伯爵 第5代オーラリー伯爵 第6代ダンガーヴァン子爵 (1707-1762)     | ジョン・ボイル 第5代コーク伯爵 第5代オーラリー伯爵 第6代ダンガーヴァン子爵 (1707-1762) | ジョン・ボイル 第5代コーク伯爵 第5代オーラリー伯爵 第6代ダンガーヴァン子爵 (1707-1762) | ジョン・ボイル 第5代コーク伯爵 第5代オーラリー伯爵 第6代ダンガーヴァン子爵 (1707-1762)     | ジョン・ボイル 第5代コーク伯爵 第5代オーラリー伯爵 第6代ダンガーヴァン子爵 (1707-1762)     |                                                                                            |                                                                                            | マーガレット・ハミルトン (1710-1758)                                                       | マーガレット・ハミルトン (1710-1758)                                                       | マーガレット・ハミルトン (1710-1758) | マーガレット・ハミルトン (1710-1758) | マーガレット・ハミルトン (1710-1758) | マーガレット・ハミルトン (1710-1758) |  |  |  |  |  |  |  |  |  |  |  |  |  |  |  |  |
|  |  |  |  |  |  |  |  | リチャード・ボイル 第3代バーリントン伯爵 第4代コーク伯爵 第5代ダンガーヴァン子爵 (1694-1753) | リチャード・ボイル 第3代バーリントン伯爵 第4代コーク伯爵 第5代ダンガーヴァン子爵 (1694-1753) | リチャード・ボイル 第3代バーリントン伯爵 第4代コーク伯爵 第5代ダンガーヴァン子爵 (1694-1753) | リチャード・ボイル 第3代バーリントン伯爵 第4代コーク伯爵 第5代ダンガーヴァン子爵 (1694-1753) | リチャード・ボイル 第3代バーリントン伯爵 第4代コーク伯爵 第5代ダンガーヴァン子爵 (1694-1753) | リチャード・ボイル 第3代バーリントン伯爵 第4代コーク伯爵 第5代ダンガーヴァン子爵 (1694-1753) |  |  |                                                                      |                                                 |                                                 |                                                 |                                                 |                                                 |  |  |                                                    |                                                    | ヘンリエッタ・ハミルトン (-1732)                   | ヘンリエッタ・ハミルトン (-1732)                   | ヘンリエッタ・ハミルトン (-1732)                   | ヘンリエッタ・ハミルトン (-1732)                   | ヘンリエッタ・ハミルトン (-1732)                                                           | ヘンリエッタ・ハミルトン (-1732)                                                           |                                                                                            |                                                                                            | ジョン・ボイル 第5代コーク伯爵 第5代オーラリー伯爵 第6代ダンガーヴァン子爵 (1707-1762)     | ジョン・ボイル 第5代コーク伯爵 第5代オーラリー伯爵 第6代ダンガーヴァン子爵 (1707-1762)     | ジョン・ボイル 第5代コーク伯爵 第5代オーラリー伯爵 第6代ダンガーヴァン子爵 (1707-1762) | ジョン・ボイル 第5代コーク伯爵 第5代オーラリー伯爵 第6代ダンガーヴァン子爵 (1707-1762) | ジョン・ボイル 第5代コーク伯爵 第5代オーラリー伯爵 第6代ダンガーヴァン子爵 (1707-1762)     | ジョン・ボイル 第5代コーク伯爵 第5代オーラリー伯爵 第6代ダンガーヴァン子爵 (1707-1762)     |                                                                                            |                                                                                            | マーガレット・ハミルトン (1710-1758)                                                       | マーガレット・ハミルトン (1710-1758)                                                       | マーガレット・ハミルトン (1710-1758) | マーガレット・ハミルトン (1710-1758) | マーガレット・ハミルトン (1710-1758) | マーガレット・ハミルトン (1710-1758) |  |  |  |  |  |  |  |  |  |  |  |  |  |  |  |  |
|  |  |  |  |  |  |  |  |                                                                                              |                                                                                              |                                                                                              |                                                                                              |                                                                                              |                                                                                              |  |  |                                                                      |                                                 |                                                 |                                                 |                                                 |                                                 |  |  |                                                    |                                                    |                                                    |                                                    |                                                    |                                                    |                                                                                            |                                                                                            |                                                                                            |                                                                                            |                                                                                            |                                                                                            |                                                                                        |                                                                                        |                                                                                            |                                                                                            |                                                                                            |                                                                                            |                                                                                            |                                                                                            |                                      |                                      |                                      |                                      |  |  |  |  |  |  |  |  |  |  |  |  |  |  |  |  |
|  |  |  |  |  |  |  |  |                                                                                              |                                                                                              |                                                                                              |                                                                                              |                                                                                              |                                                                                              |  |  |                                                                      |                                                 |                                                 |                                                 |                                                 |                                                 |  |  |                                                    |                                                    |                                                    |                                                    |                                                    |                                                    | ハミルトン・ボイル 第6代コーク伯爵 第6代オーラリー伯爵 第7代ダンガーヴァン子爵 (1729-1764) | ハミルトン・ボイル 第6代コーク伯爵 第6代オーラリー伯爵 第7代ダンガーヴァン子爵 (1729-1764) | ハミルトン・ボイル 第6代コーク伯爵 第6代オーラリー伯爵 第7代ダンガーヴァン子爵 (1729-1764) | ハミルトン・ボイル 第6代コーク伯爵 第6代オーラリー伯爵 第7代ダンガーヴァン子爵 (1729-1764) | ハミルトン・ボイル 第6代コーク伯爵 第6代オーラリー伯爵 第7代ダンガーヴァン子爵 (1729-1764) | ハミルトン・ボイル 第6代コーク伯爵 第6代オーラリー伯爵 第7代ダンガーヴァン子爵 (1729-1764) |                                                                                        |                                                                                        | エドマンド・ボイル 第7代コーク伯爵 第7代オーラリー伯爵 第8代ダンガーヴァン子爵 (1742-1798) | エドマンド・ボイル 第7代コーク伯爵 第7代オーラリー伯爵 第8代ダンガーヴァン子爵 (1742-1798) | エドマンド・ボイル 第7代コーク伯爵 第7代オーラリー伯爵 第8代ダンガーヴァン子爵 (1742-1798) | エドマンド・ボイル 第7代コーク伯爵 第7代オーラリー伯爵 第8代ダンガーヴァン子爵 (1742-1798) | エドマンド・ボイル 第7代コーク伯爵 第7代オーラリー伯爵 第8代ダンガーヴァン子爵 (1742-1798) | エドマンド・ボイル 第7代コーク伯爵 第7代オーラリー伯爵 第8代ダンガーヴァン子爵 (1742-1798) |                                      |                                      |                                      |                                      |  |  |  |  |  |  |  |  |  |  |  |  |  |  |  |  |